# Смирнов Олексій Макарович
Олексі́й Мака́рович Смирно́в (рос. Алексей Макарович Смирнов; 28 лютого 1920, Данилов, Ярославська губернія, РРФСР — 7 травня 1979, Ленінград, РРФСР) — радянський актор, Заслужений артист РРФСР (1976).

## Біографія
Олексій Смирнов народився 28 лютого 1920 року в місті Данилов Ярославської губернії в родині Макара Степановича та Ганни Іванівни Смирнових.
1940 року закінчив театральную студію при Ленінградському державному театру музичної комедії.
В роки радянсько-німецької війни — в діючій армії, служив у військовій розвідці, неодноразово ходив у тил до ворога. Кавалер двох орденів Слави. Завершити війну в Берліні Смирнову не судилось: під час одного з боїв його було сильно контужено вибухом снаряду і після лікування в шпиталі його було демобілізовано. Тяжка контузія призвела до того, що він не міг мати дітей. Так склалося, що найріднішою людиною для артиста лишалась його мати — Смирнова Ганна Іванівна (померла в 1981 році, поховано поруч з сином).
До 1946 року — артист естради, в 1946–1952 — актор Ленінградського державного театру музичної комедії, в 1952–1961 — артист «Лендержестради».
З 1961 — актор кіностудії «Ленфільм». Загалом у доробку Олексія Смирнова — понад сімдесят стрічок.
В 1979 році актор опинився в лікарні з серцевим нападом. 7 травня в день виписки він помер, дізнавшись про загибель свого друга Леоніда Бикова. Олексій Макарович хотів віддячити лікарям. Перший тост запропонував за свого найкращого друга та відомого режисера Леоніда Бикова. Хтось розгублено вимовив: «Хіба ж Ви не знаєте — Биков загинув…». Смирнов мовчки вийшов з палати. Коли за хвилину лікарі зайшли до палати актора, Олексій Макарович лежав бездиханним.
За іншими джерелами ця легенда про смерть актора близька до істини, але не зовсім точна. До лікарні Олексій Смирнов потрапив уже знаючи про смерть Бикова (Леонід Биков загинув 11 квітня) і саме смерть друга була однією з причин погіршення здоров'я Смирнова. "В день виписки з лікарні, 7 травня, Смирнов вирішив віддячити лікарям невеличким бенкетом. До тосту за День Перемоги хтось додав: «Коли дивлюсь „В бій ідуть лише «старі»“, завжди плачу…» Це нагадало Смірнову про смерть друга — Олексій Макарович похмурнів і пішов до палати. Коли лікар заглянув до нього, актор був уже мертвий.
Поховано на Південному кладовищі у Санкт-Петербурзі (3-я Рябінова ділянка, 21-й ряд, 9-я могила).

## Творчість

### Ролі в театрі
- «Дівочий переполох» Юрія Мілютина
- «Вільний вітер» Ісаака Дунаєвського
- «Табачний капітан» — Миколи Адуєва — Петро I

### Фільмографія
1. 1951 — «Сільський лікар»
2. 1957 — «Балтійська слава» — матрос з «Діани» на демонстрації
3. 1957 — «Комуніст» — Храмченко
4. 1958 — «Кочубей» — Буржуй
5. 1959 — «Гаряча душа» — Саприкін
6. 1959 — «Не май 100 рублів...» — водій вантажівки
7. 1960 — «Людина з майбутнім» — водій
8. 1960 — «Переможець» — Вболівальник
9. 1960 — «Спійманий чернець» — слуга Журдена
10. 1960 — «Роман і Франческа» — гер Фріц
11. 1961 — «Відрядження» — водій-комбайнер Пошенков
12. 1961 — «Смугастий рейс» — Книш
13. 1961 — «Вечори на хуторі поблизу Диканьки» — посол
14. 1963 — «Мандат» — начальник станції
15. 1963 — «Кріпосна акторка» — холоп Кутайсова
16. 1963 — «Дві неділі» — Кошелев Олексій Петрович, чоловік касирки
17. 1963 — «Ділові люди» — Білл Дрісколл
18. 1963 — «Понеділок — день важкий» — кухар у кафе-ресторані
19. 1963 — «Приборкувачі велосипедів» — директор велозаводу
20. 1963 — «Знайомтеся, Балуєв» — відвідувач ресторану
21. 1964 — «Зайчик» — шумовик у театрі
22. 1964 — «Ласкаво просимо, або Стороннім вхід заборонено» — завгосп
23. 1964 — «Повернена музика» — людина з акваріумом
24. 1964 — «Донська повість» — кашовар
25. 1964 — «Поїзд милосердя» — майор
26. 1964 — «Весняні турботи» — вантажник саджанців
27. 1965 — «Мати і мачуха» — зав.скотомогильника
28. 1965 — «Операція «И» та інші пригоди Шурика» — Здоровань Федір / покупець на базарі
29. 1965 — «Сплячий лев» — Гриценко, касир ліспромхоспу
30. 1965 — «Чорний бізнес» — Петриченко
31. 1966 — «Чорт з портфелем»
32. 1966 — «Хто вигадав колесо?»
33. 1966 — «У місті С.»
34. 1966 — «Три товстуни» — шеф-кухар у палаці Товстунів
35. 1966 — «Айболить-66» — Пірат
36. 1966 — «Гіркі зерна»
37. 1966 — «Їх знали лише в обличчя» — Бичков
38. 1967 — «Врятуйте потопаючого»
39. 1967 — «Дай лапу, Друже!»
40. 1967 — «Суд» — бас Михайло
41. 1967 — «Війна і мир» — штабний офіцер
42. 1967 — «Весілля в Малиновці» — Сметана
43. 1967 — «12 могил Ходжи Насреддіна» — пациєнт психіатрічної клініки
44. 1967 — «Житіє і вознесіння Юрася Братчика» (Христос приземлився в Гародне, Христос прызямліўся ў Гародні, Беларусьфільм)" — апостол Петро
45. 1967 — «Попутного вітру, „Синій птах“!» — боцман в приморському шинку
46. 1968 — «Сім старих та одна дівчина» — Масленніков
47. 1968 — «Розвідники» — Василь Сігаєв
48. 1968 — «Білий рояль»
49. 1968 — «Вогонь, вода та... мідні труби» — головний пожежний
50. 1968 — «Золотий годинник» — Кудеяр
51. 1968 — «Удар! Ще удар!» — водій таксі, пристрастний вболівальник
52. 1969 — «Непідсудний» — пасажир
53. 1969 — «Ад'ютант його високоповажності» — спекулянт
54. 1970 — «Красна площа»
55. 1970 — «Господар»
56. 1970 — «Один з нас»
57. 1970 — «Визволення»
58. 1971 — «Весняна казка»
59. 1971 — «Море у вогні»
60. 1971 — «Хороший хлопець»
61. 1971 — «Великий бурштин» — портьє на півставки
62. 1971 — «Де ви, лицарі?»
63. 1972 — «Коло»
64. 1972 — «Останні дні Помпеї» — Єремій Бабін
65. 1972 — «Золоті роги» — Лісовик Капітонич
66. 1972 — «Боба і слон»
67. 1972 — «Хід білої королеви»
68. 1973 — «Нові пригоди Доні і Міккі» — Лопух
69. 1973 — «В бій ідуть тільки «старики»» — механік Макарич
70. 1973 — «Цибуліно» — Цибуліно-тато
71. 1973 — «Докер»
72. 1974 — «Засекречене місто» — водій
73. 1974 — «Зірка екрану»
74. 1975 — «Фініст — Ясний Сокіл» — банщик
75. 1975 — «Автомобіль, скрипка і собака Клякса» — Гелікон/Кухар/Фердищенко
76. 1975 — «Приголомшливий Берендеєв»
77. 1976 — «Маринка, Янка і таємниці королівського замку»
78. 1976 — «Пісні над хмарами»
79. 1976 — «Дніпровський вітер» — Федотич, мисливець-індивідуаліст Сахно
80. 1976 — «Соло для слона з оркестром» — ілюзіонист Смірнов
81. 1977 — «Ці неймовірні музиканти, або Нові сновидіння Шурика» (ТВ)" — Олексій Смирнов

## Документалістика
- «Олексій Смірнов. Дві слави солдата та актора» — Час: далекий і близький, 2009 [Архівовано 3 березня 2010 у Wayback Machine.]

## Нагороди
- Заслужений артист РРФСР (1976)
- Орден Червоної Зірки
- Орден Слави 2-го ступеня
- Орден Слави 3-го ступеня
- Медаль «За відвагу»
- Медаль «За бойові заслуги»